# Леводопа/карбідопа

Леводопа

Карбідопа

Леводопа/Карбідопа — комбінований протипаркінсонічний препарат, до складу якого входять агоніст дофаміну леводопа та інгібітор декарбоксилази ароматичних амінокислот карбідопа. Леводопа/карбідопа застосовується перорально.

## Історія
Леводопа (дигідрофенілаланін) у чистому вигляді уперше синтезований у 1911 році Казимиром Функом, а в 1913 році швейцарський біохімік Магнус Гуггенхайм уперше виділив природну леводопу з кінського бобу. У 50-х роках ХХ століття шведський науковець Арвід Карлссон дослідив, що введення леводопи тваринам із резерпін-індукованим паркінсонізмом зменшує прояви захворювання. На початку 60-х років ХХ століття австрійський лікар українського походження Олег Горникевич після встановлення факту різкого зниження рівня дофаміну в мозку хворих паркінсонізмом, разом із неврологом Вальтером Біркмаєром виявили, що внутрішньовенне введення леводопи значно знижує симптоми паркінсонізму у хворих людей. Подальші дослідження леводопи проводив грецько-американський учений Джордж Котціас, який довів, що ефективним при паркінсонізмі є призначення високих доз препарату, оскільки 98 % леводопи метаболізуються в організмі та не доходять до основної точки прикладання препарату в головному мозку. Після цих досліджень, результати яких опубліковані в 1967 році, розпочалось широке застосування леводопи у клінічній практиці. Одночасно розпочались дослідження препаратів, які б могли в комбінації з леводопою знизити кількість прийнятої леводопи, а також знизити кількість побічних ефектів леводопи при зменшенні її дози. Першим був синтезований інгібітор декарбоксилази ароматичних амінокислот бенсеразид, а в 1962 році у лабораторії компанії «Merck & Co.» синтезований другий представник групи інгібіторів декарбоксилази ароматичних амінокислот карбідопа. У клінічних дослідженнях, результати яких були опубліковані в 1971 році, показано, що сумісне застосування леводопи і карбідопи значно знижує ефективну дозу леводопи, та значно знижує кількість її побічних ефектів, після чого розпочалось широке клінічне застосування комбінації леводопи з карбідопою.

## Фармакологічні властивості
Леводопа/карбідопа — комбінований лікарський препарат, який складається з природної амінокислоти леводопи, яка є метаболічним попередником нейромедіатора дофаміну; та синтетичного препарату карбідопи, який за хімічним складом є також амінокислотою та похідним тирозину; та який застосовується для лікування паркінсонізму. Основною діючою речовиною цього комбінованого лікарського засобу є леводопа, механізм дії якої полягає у тому, що вона, на відміну від свого метаболіту дофаміну, може проникати через гематоенцефалічний бар'єр, де вона метаболізується до дофаміну, що призводить до усунення дефіциту дофаміну, який і спричинює більшість клінічних симптомів паркінсонізму, наслідком чого є усунення у хворих симптомів цього захворювання. Леводопа зменшує більшість симптомів паркінсонізму — ригідність, гіпокінезію, тремор, дисфагію, слинотечу, а також збільшує об'єм рухів та відновлює здатність до концентрації уваги. Оскільки майже вся ендогенна леводопа (98 %) метаболізується в організмі до дофаміну, який не проникає через гематоенцефалічний бар'єр, та спричинює низку побічних ефектів препарату, зокрема нудоту і блювання, тому препарат застосовується з інгібітором декарбоксилази, найчастіше карбідопою, яка запобігає швидкому метаболізму леводопи, унаслідок чого вона може проникнути через гематоенцефалічний бар'єр, підвищується біодоступність препарату, а також унаслідок зниженню утворення великої кількості периферичного дофаміну запобігається виникнення нудоти та блювання, які є найчастішими ранніми побічними ефектами леводопи.

### Фармакокінетика
Леводопа добре всмоктується при пероральному застосуванні, проте її біодоступність становить лише близько 30 % при застосуванні препаратів зі стандартним вивільненням, при застосуванні препаратів із повільним вивільненням біодоступність леводопи зростає до 70 %. Карбідопа також добре всмоктується при пероральному застосуванні, біодоступність препарату становить 58 %. Максимальна концентрація карбідопи в крові досягається близько 2,5 годин після прийому препарату. Неметаболізована леводопа проникає через гематоенцефалічний бар'єр, а карбідопа не проникає через нього, обидві складові препарату проходять через плацентарний бар'єр та виділяється в грудне молоко. Леводопа швидко, практично повністю, метаболізується до дофаміну, а пізніше до неактивних метаболітів, карбідопа також метаболізується до неактивних метаболітів. Леводопа виводиться із організму переважно із сечею у вигляді метаболітів. Період напіввиведення леводопи становить 50—90 хвилин, цей час збільшується при застосуванні форм препарату з повільним вивільненням. Карбідопа виводиться з організму переважно з сечею (66 %), частково з калом (11 %), період напіввиведення карбідопи в середньому становить 107 хвилин.

## Показання
Леводопа/карбідопа застосовується для лікування паркінсонізму, у тому числі симптоматичного (за виключенням паркінсонізму, спричиненого застосуванням нейролептиків).

## Побічна дія
При застосуванні комбінованого препарату леводопи і карбідопи побічні ефекти переважно спричинені збільшенням концентрації у крові дофаміну, який є основним метаболітом леводопи. Спочатку в хворих з'являються нудота і блювання, пізніше з'являються рухові флуктуації та дискінезії. Також при застосуванні препарату спостерігаються наступні побічні явища:
- Алергічні реакції та з боку шкірних покривів — шкірний висип, свербіж шкіри, набряк Квінке, кропив'янка, геморагічний васкуліт, гіпергідроз, алопеція, забарвлення поту в темний колір.
- З боку травної системи — діарея або запор, біль у животі, потемніння слини, диспепсія, сухість та гіркий присмак у роті, підвищення виділення слини, дисфагія, скреготіння зубами, напади гикавки, шлунково-кишкова кровотеча, метеоризм, печіння язика, виразка дванадцятипалої кишки.
- З боку нервової системи — атаксія, астенія, дезорієнтація, оніміння кінцівок, тремор рук, посмикування м'язів, блефароспазм, тризм, ейфорія, запаморочення, сонливість, дуже рідко також надмірна денна сонливість і раптові епізоди засинання, парестезії, епізоди психозу, марення, кошмари, галюцинації, параноїдальне мислення, депресія, деменція, збудження, страх, сплутаність свідомості, безсоння, порушення координації рухів, швидка втомлюваність, загальна слабкість, головний біль, активація синдрому Горнера, злоякісний нейролептичний синдром, втрата свідомості, анорексія, переїдання, пристрасть до азартних ігор.
- З боку дихальної системи — пригнічення дихання, задишка, поушення дихання.
- З боку серцево-судинної системи — припливи крові, аритмії, артеріальна гіпотензія, артеріальна гіпертензія, біль у грудній клітці, флебіт, периферичні набряки.
- З боку сечостатевої системи — затримка сечопуску, нетримання сечі, забарвлення сечі у темний колір, пріапізм.
- Інші побічні ефекти — збільшення або зменшення ваги тіла.
- Зміни в лабораторних аналізах — анемія, зниження гематокриту, гіперглікемія, лейкоцитоз, бактеріурія, гематурія, підвищення активності ферментів печінки, підвищення кількості білірубіну в крові, підвищення кількості сечовини і креатиніну в крові, підвищення кількості сечової кислоти в крові.

## Протипокази
Леводопа/карбідопа протипоказана при підвищеній чутливості до препарату, важких психозах, закитокутовій глаукомі, затримці сечопуску, важких захворюваннях печінки і нирок, важких захворюваннях серцево-судинної системи, гострому інсульті, феохромоцитомі, гіпертиреозі, синдромі Кушинга, меланомі, одночасному застосуванні інгібіторів монооксидази, у дитячому віці. Леводопа/карбідопа не рекомендована до застосування при вагітності та годуванні грудьми.

## Форми випуску
Комбінований препарат леводопи і карбідопи випускається у вигляді таблеток із вмістом леводопи і карбідопи відповідно 100/10, 100/25, 200/50 і 250/25 мг; желатинових капсул із вмістом леводопи і карбідопи по 95/23,75; 145/36,25; 195/48,75 і 245/61,25 мг.